# Argos-Micenas
Argos-Mykines,(también, Argos Mykines; en griego: Άργους-Μυκηνών, romanizado: Árgous-Mykinón) es un municipio situado en la unidad regional de Argólida en Peloponeso, Grecia. Según el censo de 2021, tiene una población de 39 994 habitantes.
El municipio se formó en 2011 mediante la fusión de los antiguos municipios de Argos, Micenas, Koutsopodi, Lerna, Lyrkeia, Nea Kios, Alea y Achladokampos, que posteriormente se transformaron en unidades municipales. Como sede del municipio de Argos-Mykines se designó a Argos, y a su vez se designó a Mykines como sede histórica. Los límites del municipio corresponden a los límites del antiguo distrito de Argos.
Se ubica en el norte del golfo Argólico. Al norte del término municipal pasa la autovía E65, que une Corinto con Trípoli.

## División administrativa

### Unidad Municipal de Argos
| Unidad Municipal de Argos (Δημοτική Ενότητα Άργους) Capital: Argos (Άργος) |                                                 |                  |                         |                  |
| Mapa                                                                       | Comunidad                                       | Población (2021) | Asentamiento            | Población (2021) |
| Unidad Municipal de Argos (Δημοτική Ενότητα Άργους)                        | Comunidad de Argos (Κοινότητα Άργους)           | 22.085           | Argos (Άργος)           | 21.891           |
| Unidad Municipal de Argos (Δημοτική Ενότητα Άργους)                        | Comunidad de Argos (Κοινότητα Άργους)           | 22.085           | Akova (Άκοβα)           | 167              |
| Unidad Municipal de Argos (Δημοτική Ενότητα Άργους)                        | Comunidad de Argos (Κοινότητα Άργους)           | 22.085           | Kokla (Κόκλα)           | 150              |
| Unidad Municipal de Argos (Δημοτική Ενότητα Άργους)                        | Comunidad de Argos (Κοινότητα Άργους)           | 22.085           | Timenio (Τημένιο)       | 69               |
| Unidad Municipal de Argos (Δημοτική Ενότητα Άργους)                        | Comunidad de Dalamanara (Κοινότητα Δαλαμανάρας) | 892              | Dalamanara (Δαλαμανάρα) | 892              |
| Unidad Municipal de Argos (Δημοτική Ενότητα Άργους)                        | Comunidad de Elliniko (Κοινότητα Ελληνικού)     | 384              | Elliniko (Ελληνικό)     | 377              |
| Unidad Municipal de Argos (Δημοτική Ενότητα Άργους)                        | Comunidad de Elliniko (Κοινότητα Ελληνικού)     | 384              | Zonka (Ζόγκα)           | 17               |
| Unidad Municipal de Argos (Δημοτική Ενότητα Άργους)                        | Comunidad de Elliniko (Κοινότητα Ελληνικού)     | 384              | Krya Vrysi (Κρύα Βρύση) | 12               |
| Unidad Municipal de Argos (Δημοτική Ενότητα Άργους)                        | Comunidad de Elliniko (Κοινότητα Ελληνικού)     | 384              | Kryoneri (Κρυονέρι)     | 0                |
| Unidad Municipal de Argos (Δημοτική Ενότητα Άργους)                        | Comunidad de Elliniko (Κοινότητα Ελληνικού)     | 384              | Tourniki (Τουρνίκι)     | 3                |
| Unidad Municipal de Argos (Δημοτική Ενότητα Άργους)                        | Comunidad de Ira (Κοινότητα Ήρας)               | 322              | Ira (Ήρα)               | 322              |
| Unidad Municipal de Argos (Δημοτική Ενότητα Άργους)                        | Comunidad de Inachos (Κοινότητα Ινάχου)         | 653              | Inachos (Ίναχος)        | 625              |
| Unidad Municipal de Argos (Δημοτική Ενότητα Άργους)                        | Comunidad de Inachos (Κοινότητα Ινάχου)         | 653              | Tristrato (Τρίστρατο)   | 116              |
| Unidad Municipal de Argos (Δημοτική Ενότητα Άργους)                        | Comunidad de Kefalari (Κοινότητα Κεφαλαρίου)    | 839              | Kefalari (Κεφαλάρι)     | 682              |
| Unidad Municipal de Argos (Δημοτική Ενότητα Άργους)                        | Comunidad de Kefalari (Κοινότητα Κεφαλαρίου)    | 839              | Magoula (Μαγούλα)       | 123              |
| Unidad Municipal de Argos (Δημοτική Ενότητα Άργους)                        | Comunidad de Kourtaki (Κοινότητα Κουρτακίου)    | 229              | Kourtaki (Κουρτάκι)     | 229              |
| Unidad Municipal de Argos (Δημοτική Ενότητα Άργους)                        | Comunidad de Laloukas (Κοινότητα Λάλουκα)       | 498              | Laloukas (Λάλουκας)     | 498              |
| Unidad Municipal de Argos (Δημοτική Ενότητα Άργους)                        | Comunidad de Pyrgella (Κοινότητα Πυργέλλας)     | 361              | Pyrgella (Πυργέλλα)     | 361              |

### Unidad Municipal de Mykines
| Unidad Municipal de Micenas (Δημοτική Ενότητα Μυκηναίων) Capital: Mykines (Μυκήνες) |                                                    |                  |                           |                  |
| Mapa                                                                                | Comunidad                                          | Población (2021) | Asentamiento              | Población (2021) |
| Unidad Municipal de Micenas                                                         | Comunidad de Mykines (Κοινότητα Μυκηνών)           | 342              | Mykines (Μυκήνες)         | 342              |
| Unidad Municipal de Micenas                                                         | Comunidad de Limnes (Κοινότητα Λιμνών)             | 553              | Limnes (Λίμνες)           | 553              |
| Unidad Municipal de Micenas                                                         | Comunidad de Monastiraki (Κοινότητα Μοναστηρακίου) | 244              | Monastiraki (Μοναστηράκι) | 244              |
| Unidad Municipal de Micenas                                                         | Comunidad de Borsas (Κοινότητα Μπόρσα)             | 165              | Borsas (Μπόρσας)          | 165              |
| Unidad Municipal de Micenas                                                         | Comunidad de Neo Iraio (Κοινότητα Νέου Ηραίου)     | 423              | Neo Iraio (Νέο Ηραίο)     | 423              |
| Unidad Municipal de Micenas                                                         | Comunidad de Prosymna (Κοινότητα Προσύμνης)        | 495              | Prosymna (Πρόσυμνα)       | 495              |
| Unidad Municipal de Micenas                                                         | Comunidad de Fichti (Κοινότητα Φιχτίου)            | 663              | Fichti (Φίχτι)            | 663              |

### Unidad Municipal de Koutsopodi
| Unidad Municipal de Koutsopodi (Δημοτική Ενότητα Κουτσοποδίου) Capital: Koutsopodi (Κουτσοπόδι) |                                                  |                  |                                   |                  |
| Mapa                                                                                            | Comunidad                                        | Población (2021) | Asentamiento                      | Población (2021) |
| Unidad Municipal de Koutsopodi                                                                  | Comunidad de Koutsopodi (Κοινότητα Κουτσοποδίου) | 2.278            | Koutsopodi (Κουτσοπόδι)           | 1.891            |
| Unidad Municipal de Koutsopodi                                                                  | Comunidad de Koutsopodi (Κοινότητα Κουτσοποδίου) | 2.278            | Agia Aikaterini (Αγία Αικατερίνη) | 50               |
| Unidad Municipal de Koutsopodi                                                                  | Comunidad de Koutsopodi (Κοινότητα Κουτσοποδίου) | 2.278            | Aerodromio (Αεροδρόμιο)           | 111              |
| Unidad Municipal de Koutsopodi                                                                  | Comunidad de Koutsopodi (Κοινότητα Κουτσοποδίου) | 2.278            | Panorama (Πανόραμα)               | 139              |
| Unidad Municipal de Koutsopodi                                                                  | Comunidad de Koutsopodi (Κοινότητα Κουτσοποδίου) | 2.278            | Synoro (Σύνορο)                   | 24               |
| Unidad Municipal de Koutsopodi                                                                  | Comunidad de Vrousti (Κοινότητα Βρουστίου)       | 302              | Stathaiika (Σταθαίικα)            | 250              |
| Unidad Municipal de Koutsopodi                                                                  | Comunidad de Vrousti (Κοινότητα Βρουστίου)       | 302              | Vrousti (Βρούστι)                 | 19               |
| Unidad Municipal de Koutsopodi                                                                  | Comunidad de Vrousti (Κοινότητα Βρουστίου)       | 302              | Chantakia (Χαντάκια)              | 35               |
| Unidad Municipal de Koutsopodi                                                                  | Comunidad de Malantreni (Κοινότητα Μαλαντρενίου) | 393              | Malantreni (Μαλαντρένι)           | 393              |
| Unidad Municipal de Koutsopodi                                                                  | Comunidad de Schinochori (Κοινότητα Σχινοχωρίου) | 303              | Schinochori (Σχινοχώρι)           | 281              |
| Unidad Municipal de Koutsopodi                                                                  | Comunidad de Schinochori (Κοινότητα Σχινοχωρίου) | 303              | Chelmis (Χέλμης)                  | 22               |

### Unidad Municipal de Lerna
| Unidad Municipal de Lerna (Δημοτική Ενότητα Λέρνας) Capital: Myloi (Μύλοι) |                                                |                  |                           |                  |
| Mapa                                                                       | Comunidad                                      | Población (2011) | Asentamiento              | Población (2011) |
| Unidad Municipal de Lerna                                                  | Comunidad de Myloi (Κοινότητα Μύλων)           | 940              | Myloi (Μύλοι)             | 593              |
| Unidad Municipal de Lerna                                                  | Comunidad de Myloi (Κοινότητα Μύλων)           | 940              | Kalamaki (Καλαμάκι)       | 98               |
| Unidad Municipal de Lerna                                                  | Comunidad de Myloi (Κοινότητα Μύλων)           | 940              | Kougaiika (Κουγαίικα)     | 28               |
| Unidad Municipal de Lerna                                                  | Comunidad de Andritsa (Κοινότητα Ανδρίτσας)    | 35               | Andritsa (Ανδρίτσα)       | 35               |
| Unidad Municipal de Lerna                                                  | Comunidad de Kiveri (Κοινότητα Κιβερίου        | 960              | Kiveri (Κιβέρι)           | 925              |
| Unidad Municipal de Lerna                                                  | Comunidad de Kiveri (Κοινότητα Κιβερίου        | 960              | Velanidia (Βελανιδιά)     | 78               |
| Unidad Municipal de Lerna                                                  | Comunidad de Kiveri (Κοινότητα Κιβερίου        | 960              | Spiliotakis (Σπηλιωτάκης) | 39               |
| Unidad Municipal de Lerna                                                  | Comunidad de Skafidaki (Κοινότητα Σκαφιδακίου) | 812              | Skafidaki (Σκαφιδάκι)     | 436              |
| Unidad Municipal de Lerna                                                  | Comunidad de Skafidaki (Κοινότητα Σκαφιδακίου) | 812              | Almyros (Αλμυρός)         | 11               |
| Unidad Municipal de Lerna                                                  | Comunidad de Skafidaki (Κοινότητα Σκαφιδακίου) | 812              | Dichalia (Διχάλια)        | 67               |

### Unidad Municipal de Lyrkeia
| Unidad Municipal de Lyrkeia (Δημοτική Ενότητα Λυρκείας) Capital: Lyrkeia (Λύρκεια) |                                                   |                  |                                 |                  |
| Mapa                                                                               | Comunidad                                         | Población (2021) | Asentamiento                    | Población (2021) |
| Unidad Municipal de Lyrkeia                                                        | Comunidad de Lyrkeia (Κοινότητα Λυρκείας)         | 263              | Lyrkeia (Λύρκεια)               | 263              |
| Unidad Municipal de Lyrkeia                                                        | Comunidad de Gymno (Κοινότητα Γυμνού)             | 261              | Gymno (Γυμνό)                   | 304              |
| Unidad Municipal de Lyrkeia                                                        | Comunidad de Gymno (Κοινότητα Γυμνού)             | 261              | Tsiristra (Τσιρίστρα)           | 13               |
| Unidad Municipal de Lyrkeia                                                        | Comunidad de Kaparelli (Κοινότητα Καπαρελλίου)    | 147              | Kaparelli (Καπαρέλλι)           | 147              |
| Unidad Municipal de Lyrkeia                                                        | Comunidad de Karya (Κοινότητα Καρυάς)             | 491              | Karya (Καρυά)                   | 163              |
| Unidad Municipal de Lyrkeia                                                        | Comunidad de Karya (Κοινότητα Καρυάς)             | 491              | Agios Georgios (Άγιος Γεώργιος) | 17               |
| Unidad Municipal de Lyrkeia                                                        | Comunidad de Karya (Κοινότητα Καρυάς)             | 491              | Agrilitsa (Αγριλίτσα)           | 158              |
| Unidad Municipal de Lyrkeia                                                        | Comunidad de Karya (Κοινότητα Καρυάς)             | 491              | Aria (Άρια)                     | 14               |
| Unidad Municipal de Lyrkeia                                                        | Comunidad de Karya (Κοινότητα Καρυάς)             | 491              | Galanaiika (Γαλαναίικα)         | 25               |
| Unidad Municipal de Lyrkeia                                                        | Comunidad de Karya (Κοινότητα Καρυάς)             | 491              | Galati (Γαλάτι)                 | 41               |
| Unidad Municipal de Lyrkeia                                                        | Comunidad de Karya (Κοινότητα Καρυάς)             | 491              | Bozionelaiika (Μποζιονελαίικα)  | 39               |
| Unidad Municipal de Lyrkeia                                                        | Comunidad de Karya (Κοινότητα Καρυάς)             | 491              | Spanaiika (Σπαναίικα)           | 87               |
| Unidad Municipal de Lyrkeia                                                        | Comunidad de Karya (Κοινότητα Καρυάς)             | 491              | Stravi Rachi (Στραβή Ράχη)      | 19               |
| Unidad Municipal de Lyrkeia                                                        | Comunidad de Karya (Κοινότητα Καρυάς)             | 491              | Chouni (Χούνη)                  | 124              |
| Unidad Municipal de Lyrkeia                                                        | Comunidad de Kefalovryso (Κοινότητα Κεφαλοβρύσου) | 46               | Kefalovryso (Κεφαλόβρυσο)       | 52               |
| Unidad Municipal de Lyrkeia                                                        | Comunidad de Kefalovryso (Κοινότητα Κεφαλοβρύσου) | 46               | Douka Vrysi (Δούκα Βρύση)       | 76               |
| Unidad Municipal de Lyrkeia                                                        | Comunidad de Neochori (Κοινότητα Νεοχωρίου)       | 41               | Neochori (Νεοχώρι)              | 41               |
| Unidad Municipal de Lyrkeia                                                        | Comunidad de Sterna (Κοινότητα Στέρνας)           | 122              | Sterna (Στέρνα)                 | 122              |
| Unidad Municipal de Lyrkeia                                                        | Comunidad de Frenkaina (Κοινότητα Φρέγκαινας)     | 79               | Frenkaina (Φρέγκαινα)           | 58               |
| Unidad Municipal de Lyrkeia                                                        | Comunidad de Frenkaina (Κοινότητα Φρέγκαινας)     | 79               | Agios Stefanos (Άγιος Στέφανος) | 12               |
| Unidad Municipal de Lyrkeia                                                        | Comunidad de Frenkaina (Κοινότητα Φρέγκαινας)     | 79               | Merkouri (Μερκούρι)             | 58               |

### Unidad Municipal de Nea Kios
| Unidad Municipal de Nea Kios (Δημοτική Ενότητα Νέας Κίου) Capital: Nea Kios (Νέα Κίος) |                                             |                  |                     |                  |
| Mapa                                                                                   | Comunidad                                   | Población (2021) | Asentamiento        | Población (2021) |
| Unidad Municipal de Nea Kios                                                           | Comunidad de Nea Kios (Κοινότητα Νέας Κίου) | 2.743            | Nea Kios (Νέα Κίος) | 2.743            |

### Unidad Municipal de Alea
| Unidad Municipal de Alea (Δημοτική Ενότητα Αλέας) Capital: Skoteini (Σκοτεινή) |                                                        |                  |                                 |                  |
| Mapa                                                                           | Comunidad                                              | Población (2021) | Asentamiento                    | Población (2021) |
| Unidad Municipal de Alea                                                       | Comunidad de Skoteini (Κοινότητα Σκοτεινής)            | 267              | Skoteini (Σκοτεινή)             | 267              |
| Unidad Municipal de Alea                                                       | Comunidad de Agios Nikolaos (Κοινότητα Αγίου Νικολάου) | 96               | Platani (Πλατάνι)               | 102              |
| Unidad Municipal de Alea                                                       | Comunidad de Agios Nikolaos (Κοινότητα Αγίου Νικολάου) | 96               | Agios Nikolaos (Άγιος Νικόλαος) | 7                |
| Unidad Municipal de Alea                                                       | Comunidad de Agios Nikolaos (Κοινότητα Αγίου Νικολάου) | 96               | Exochi (Εξοχή)                  | 30               |
| Unidad Municipal de Alea                                                       | Comunidad de Alea (Κοινότητα Αλέας)                    | 65               | Alea (Αλέα)                     | 103              |
| Unidad Municipal de Alea                                                       | Comunidad de Frousiouna (Κοινότητα Φρουσιούνας)        | 11               | Frousiouna (Φρουσιούνα)         | 69               |

### Unidad Municipal de Achladokampos
| Unidad Municipal de Achladokampos (Δημοτική Ενότητα Αχλαδοκάμπου) Capital: Achladokampos (Αχλαδόκαμπος) |                                                     |                  |                              |                  |
| Mapa | Comunidad                                           | Población (2021) | Asentamiento                 | Población (2021) |
| Unidad Municipal de Achladokampos                                                                       | Comunidad de Achladokampos (Κοινότητα Αχλαδοκάμπου) | 407              | Achladokampos (Αχλαδόκαμπος) | 407              |